# Katharina Grompe
Katharina Grompe (née le 1er septembre 1993 à Dortmund) est une athlète allemande, spécialiste du sprint. 

## Biographie
En 2011 elle remporte avec ses compatriotes Alexandra Burghardt, Tatjana Lofamakanda Pinto et Anna-Lena Freese le titre européen junior du relais 4 × 100 mètres, dans un temps qui constitue le record d'Europe junior.

### Palmarès
| Date | Compétition                   | Lieu      | Résultat | Épreuve   | Performance |
| ---- | ----------------------------- | --------- | -------- | --------- | ----------- |
| 2011 | Championnats d'Europe juniors | Tallinn   | 1re      | 4 × 100 m | 43 s 42     |
| 2012 | Championnats du monde juniors | Barcelone | 2e       | 4 × 100 m | 44 s 24     |
| 2013 | Championnats d'Europe espoirs | Tampere   | 1re      | 4 × 100 m | 43 s 29     |

### Records
| Épreuve    | Performance | Lieu              | Date                     |
| ---------- | ----------- | ----------------- | ------------------------ |
| 100 mètres | 11 s 65     | Weinheim Mannheim | 28 mai 2011 23 juin 2012 |
| 200 mètres | 23 s 55     | Brême             | 26 juin 2011             |